# Fernanda Campos Soares
Fernanda Campos Soares, modelo do Rio Grande do Sul, é a Miss Brasil Internacional 1987. Eleita fora do Miss Brasil oficial, foi escolhida para representar o Brasil no Miss Internacional, se classificando entre as finalistas.